# Acropora verweyi
Acropora verweyi là một loài san hô trong họ Acroporidae. Loài này được Veron & Wallace mô tả khoa học năm 1984.